# Kompetenzzentrum Holz
Die Kompetenzzentrum Holz GmbH (Wood K plus) ist eine außeruniversitäre Forschungseinrichtung mit Kernkompetenzen in der Materialforschung und Prozesstechnologie. Dabei werden Methoden sowie Grundlagen erarbeitet und angewandte Forschung betrieben. Ein Ziel ist laut eigenen Angaben das ressourcenschonende Wirtschaften in der kreislaufgeführten Bioökonomie.

## Organisation und Aufgaben
Die Kompetenzzentrum Holz GmbH ist eine Forschungseinrichtung auf den Gebieten der Holzverbundwerkstoffe und der Holzchemie. Die Besitzverhältnisse verteilen sich wie folgt:
- 48 % Upper Austrian Research GmbH
- 26 % BABEG Kärntner Betriebsansiedlungs- und Beteiligungsgesellschaft m.b.H.
- 13 % Universität für Bodenkultur Wien (BOKU)
- 13 % Johannes Kepler Universität Linz

Die Kompetenzzentrum Holz GmbH wird im Rahmen des COMET-Kompetenzzentrenprogramms (Competence Centers for Excellent Technologies), dem österreichischen Regierungsprogramm für Kooperation zwischen Industrie und Wissenschaft, als K1-Zentrum gefördert.
Schwerpunkt der COMET-Kompetenzzentren ist Forschung und Entwicklung sowie zweckorientierte Grundlagenforschung.
Wood K plus ist in den Bereichen biobasierte Materialien und Werkstoffe, Leichtbau, Energieeffizienz und erneuerbare Energien, biobasierte Chemie, Nachhaltigkeitsbewertungen, Digitalisierung sowie effiziente und nachhaltige Prozesse für verschiedene Branchen tätig.
Zusätzlich zum COMET-Kompetenzzentrenprogramm werden auch Auftragsforschung sowie internationale und nationale Förderprojekte durchgeführt.

## Forschungsfelder
Wood K plus forscht an  vier Standorten in Österreich: Linz, Lenzing an der Ager, Tulln und St. Veit/Glan.
-
Holzchemie und Biotechnologie (Linz/Lenzing – Oberösterreich)
Der Forschungsschwerpunkt liegt bei der Optimierung der Nutzung von Biomasse – vor allem Holz – sowie anderen nachwachsenden Rohstoffen.
Massivholz & Holzverbundwerkstoffe (Tulln – Niederösterreich)
Massivholz & Holzverbundwerkstoffe (Tulln – Niederösterreich)
Die Schwerpunkte liegen bei der Entwicklung holztechnologischer Prozesse sowie der umfassenden Prüfung von Holz und Holzwerkstoffen. Im Einzelnen sind dies die mikroskopische und makroskopische Charakterisierung von Holz- und Faserstrukturen, Festigkeitsuntersuchungen im Makro-, Mikro- und Nanobereich, die Durchführung von mechanischen und physikalischen Normversuchen, chemische, biotechnologische und thermische Holzmodifikation, Bestimmung der Holzqualität, chemische Charakterisierung sowie technologische Verfahren wie Holztrocknung, Dämpfung, Verleimung/Verklebung, spanlose und spanabhebende Formgebung von Holz, sowie Wechselbeziehungen zwischen Materialeigenschaften und technologischen Vorgänge und Verfahren.
Holz- und Papieroberflächentechnologie (St. Veit a.d. Glan – Kärnten)
Holz- und Papieroberflächentechnologie (St. Veit a.d. Glan – Kärnten)
Hier beschäftigt sich Wood K plus mit Untersuchungen zum Thema Oberflächentechnologie von Holzwerkstoffen und Verbundwerkstoffen aus nachwachsenden Rohstoffen. Im Speziellen sind damit Fragestellungen rund um die Oberflächen von Papier, Laminaten, Kompositen, Naturfasern und Naturfaserverbunden verknüpft.
Biobasierte Composite und Prozesse (Linz – Oberösterreich)
Biobasierte Composite und Prozesse (Linz – Oberösterreich)
Im Mittelpunkt der Forschungsaktivitäten stehen Composite aus nachwachsenden Rohstoffen (sog. NFC – Natural Fiber Composite) sowie biobasierte Carbon-Materialien. Als Verstärkungsstoffe für Thermoplaste bzw. Duromere werden hauptsächlich Naturfasern und Holz untersucht. Mittels Extrusion, Spritzguss, Pressen oder 3D-FLM-Druck sind diese Materialien zu Produkten verarbeitbar. Zudem können Hybridmaterialien, Hochleistungs-Keramik und poröse Kohlenstoffe aus biogenen Rohstoffen zu komplexen Teilen verarbeitet werden. Des Weiteren wird an der Entwicklung von biobasierten Carbonfasern aus Lignin und Cellulose geforscht.
Marktanalyse & Innovationsforschung (Tulln – Niederösterreich)
Marktanalyse & Innovationsforschung (Tulln – Niederösterreich)

## Nachweise
1. ↑  Kompetenzzentrum Holz GmbH , Firmenbuchdaten
2. ↑  Kompetenzzentrum Holz GmbH, Steckbrief
3. ↑  COMET-Programmlinie K1 (Memento des Originals vom 2. Juni 2021 im Internet Archive)  Info: Der Archivlink wurde automatisch eingesetzt und noch nicht geprüft. Bitte prüfe Original- und Archivlink gemäß Anleitung und entferne dann diesen Hinweis.
4. ↑  Holzchemie und Biotechnologie
5. ↑  Massivholz & Holzverbundwerkstoffe
6. ↑  Massivholz & Holzverbundwerkstoffe
7. ↑  Holz- und Papieroberflächentechnologie
8. ↑  Holz- und Papieroberflächentechnologie
9. 1 2  Biobasierte Composite und Prozesse
10. 1 2  Marktanalyse & Innovationsforschung